# Hemitriakis complicofasciata
Hemitriakis complicofasciata är en hajart som beskrevs av Takahashi och Nakaya 2004. Hemitriakis complicofasciata ingår i släktet Hemitriakis och familjen hundhajar. IUCN kategoriserar arten globalt som otillräckligt studerad. Inga underarter finns listade i Catalogue of Life.